# Cecil Thiré
Cecil Aldary Thiré (Río de Janeiro, 28 de mayo de 1943-Río de Janeiro, 9 de octubre de 2020) fue un actor y director brasileño.

## Biografía
Actuó en cine, teatro y televisión y fue profesor de interpretación. Era hijo de la actriz Tonia Carrero y del artista plástico Carlos Arthur Thiré, y padre de Miguel Thiré, Carlos Thiré y Luísa Thiré.
Murió el 9 de octubre de 2020, debido a la enfermedad de Parkison.

## Filmografía

### En la televisión
| Ano  | Título                | Personaje                           | Canal televisivo |
| ---- | --------------------- | ----------------------------------- | ---------------- |
| 1967 | Angústia de Amar      | Roger                               | Rede Tupi        |
| 1974 | O Espigão             | Silveirinha                         | Rede Globo       |
| 1975 | Caso Especial         | Episódio: A Ilha do Espaço          | Rede Globo       |
| 1975 | Escalada              | Pascoal                             | Rede Globo       |
| 1976 | Planeta dos Homens    | Desconhecido                        | Rede Globo       |
| 1976 | Duas Vidas            | Tomás                               | Rede Globo       |
| 1979 | Malu Mulher           | Episódio: Ainda não e Hora (Médico) | Rede Globo       |
| 1982 | Sol de Verão          | Virgílio                            | Rede Globo       |
| 1983 | Champagne             | Lúcio                               | Rede Globo       |
| 1986 | Paixões               | Mário Liberato                      | Rede Globo       |
| 1988 | Sassaricando          | São Sinfrônio                       | Rede Globo       |
| 1989 | Top Model             | Alex Kundera                        | Rede Globo       |
| 1989 | O Salvador da Pátria  | Lauro Brancato                      | Rede Globo       |
| 1992 | Pedra sobre Pedra     | Kléber Vilares                      | Rede Globo       |
| 1993 | Renascer              | Delegado Olavo                      | Rede Globo       |
| 1993 | Cupido Electrónico    | Realizador                          | RTP1             |
| 1994 | 74.5 - Uma Onda no Ar | Álvaro                              | Rede Manchete    |
| 1995 | A Próxima Vítima      | Adalberto Vasconcelos “El Asesino”  | Rede Globo       |
| 1996 | Quem É Você?          | Túlio                               | Rede Globo       |
| 1997 | Zazá                  | Dorival (Doc)                       | Rede Globo       |
| 1998 | Malhação              | Henrique Otávio (H.O.)              | Rede Globo       |
| 1998 | Labirinto             | Ernesto                             | Rede Globo       |
| 2000 | A Muralha             | Dom Bartolomeu Fernandes            | Rede Globo       |
| 2001 | A Padroeira           | Capitão Antunes                     | Rede Globo       |
| 2001 | Os Maias              | Jacob Cohen                         | Rede Globo       |
| 2003 | Kubanacan             | Senador Ramírez                     | Rede Globo       |
| 2004 | Celebridade           | Dr. Filipe                          | Rede Globo       |
| 2005 | Zorra Total           | Vários Personagens                  | Rede Globo       |
| 2006 | Cidadão Brasileiro    | Júlio Jordão                        | Rede Record      |
| 2007 | Vidas Opostas         | Mário Carvalho                      | Rede Record      |
| 2009 | Poder Paralelo        | Armando Orlim                       | Rede Record      |
| 2012 | Máscaras              | Eduardo Sotero                      | Rede Record      |

### En el cine
- 1962 - Os Mendigos (actor, asistente de director)
- 1964 - Os Fuzis (actor, asistente de director)
- 1965 - Society em Baby-doll
- 1965 - Crônica da Cidade Amada
- 1966 - Arrastão
- 1968 - O Diabo Mora no Sangue (director)
- 1969 - O Bravo Guerreiro
- 1973 - Como nos livrar do saco
- 1974 - Ainda Agarro esta Vizinha
- 1975 - Eu Dou o que ela Gosta
- 1979 - Muito Prazer
- 1982 - Luz del Fuego
- 1988 - Fábula de la Bella Palomera
- 1991 - Caccia Allo Scorpione D'oro
- 1991 - Manobra Radical
- 1991 - Per sempre
- 1994 - Mil e uma
- 1995 - O Quatrilho
- 1998 - Caminho dos Sonhos
- 2000 - Cronicamente Inviável
- 2001 - Sonhos Tropicais
- 2005 - Bela Noite para Voar
- 2006 - Didi, o Caçador de Tesouros

### En el teatro
- 2002 - Variações Enigmáticas
- 2006 - O Último Suspiro da Palmeira
- 2011 - A Lição & A Cantora Careca